# Epiplema bipartaria
Epiplema bipartaria är en fjärilsart som beskrevs av Walker 1862. Epiplema bipartaria ingår i släktet Epiplema och familjen Uraniidae. Inga underarter finns listade i Catalogue of Life.